# Turó de Fucimanya
El Turó de Fucimanya és una muntanya de 512 metres que es troba al municipi de Balsareny, a la comarca catalana del Bages.